# Adolfo Obiang Biko
```
Adolfo Obiang Biko
 (
Igombegombe
, 
Río Benito
, 
Guinea Espanyola
, 
30 d'abril
 de 
1940
) és un 
professor
 i 
polític
 
ecuatoguineà
, actual president del 
Monalige
.
[
1
]
 És conegut per la participació activa en el procés d'
independència de Guinea Equatorial
.
[
2
]
```

## Biografia
Els seus pares van ser Santiago Biko Ngwaza i Concha Esila Ndúa Obama. El iaio del Dr. Biko, Ngwa-Nzé o Ngwaza, va ser el cap suprem de tots els fang en el que avui és el territori continental de Guinea Equatorial. Ngwaza, juntament amb el Rei Bonkoro I de Corisco, va signar diversos tractats comercials amb els alemanys, francesos, anglesos i espanyols que van conduir a la presència colonial en Riu Muni amb finalitats comercials. El tractat va acabar el 12 d'octubre de 1968, quan Guinea Equatorial va obtindre la independència d'Espanya.
El besavi del Dr. Biko, Obama-Nveiñg, va ser un notori cabdill Fang-Atamakek i lluitador per la llibertat que va lluitar contra el colonialisme espanyol. Obama-Nveiñg va ser executat pel govern colonial en Port Iradier en la primera part del segle xx.

### Carrera política
Adolfo a ser membre de la Mutualidad Guineana, una associació social i política organitzada pels primers exiliats polítics guineans en la veïna República de Gabon en 1951. L'associació va ser la base del Moviment Nacional d'Alliberament de Guinea Equatorial (Monalige). Va ser membre de la secció estrangera del Comitè Executiu de Monalige durant la lluita per la independència i delegat del Monalige en les reunions i conferències interafricanes i internacionals de l'Organització de la Unitat Africana en 1963 i 1964. Així mateix, va ser representant oficial del Monalige en Léopoldville, Congo Kinshasa, en 1964. Gràcies a les seues habilitats amb el piano, des de l'Embaixada americana a Kinshasa li van oferir estudiar als Estats Units, cosa que acceptà.
Allà, va ser observador polític del Monalige davant les Nacions Unides a Nova York, i representant del Moviment als Estats Units d'Amèrica de 1965 a 1966.
Membre de l'Alt Comandament de Monalige durant un curt període previ a la independència, va exercir com a tal en els processos i negociacions amb Espanya, com la Conferència Constitucional a Madrid i les gestions davant Nacions Unides el 1967 i 1968.
Va ser participant actiu i un dels principals oradors del Monalige durant la campanya electoral en Fernando Póo i Riu Muni per a les Eleccions generals de Guinea Equatorial de 1968. El Dr. Biko va ser un dels cosignataris dels articles de la independència de Guinea Equatorial en les Nacions Unides en 1968.
Obiang Biko va ser un pioner en la reorganització de les forces polítiques guineanes des de l'exili, opositores als règims del tirà Francisco Macías Nguema i el seu nebot, successor i actual dictador Teodoro Obiang Nguema. Va cofundar el Front d'Alliberament de Guinea Equatorial (FRELIGE), i va ser elegit president del mateix en 1970.
President de Monalige, viu exiliat als EUA. Des de 2003, Biko ha viscut a temps parcial com a resident dels Estats Units en l'estat de Virgínia. Ha buscat ajuda del Departament d'Estat dels Estats Units per a resoldre els disturbis polítics i la corrupció governamental al seu país natal. Tot i contribuir a la independència de Guinea Equatorial, el Dr. Biko va xocar amb les ideologies del nou govern i ha estat vivint fora del seu país d'origen durant més de tres dècades. Actualment treballa com a professor de matemàtiques als Estats Units, país on ha viscut durant més de cinquanta anys.

## Obres
- Fernando Poo, the Myth of Spanish Colonialism. Caracas (Venezuela). Universidad Central de Venezuela. Caracas, 1994.
- Equatorial Guinea from Spanish Colonialism to the Discovery of Oil. A Personal Account. Caracas (Venezuela). Municipal Institute of Publications. City Hall of Caracas; 2001.
- Equatorial Guinea from Spanish Colonialism to the Discovery of Oil. A Personal Account. Second Edition. New York (USA). Printing Resolutions, 35 West 35th Street, New York, N.Y. 1001; 2009.
- Naked Like the Others: In Prison in Gabon, Africa. New York (USA). Printing Resolutions, 35 West 35th Street, New York, N.Y. 10001; 2009.
- Guinea Ecuatorial: del Colonialismo español al descubrimiento del petróleo. Tercera edición (2017).[7]
- ¡QUIÉN ES QUIÉN! En el submundo del narcotráfico y lavado de dinero negro del Siglo XXI (2019)[8]